# Cedofeita, Santo Ildefonso, Sé, Miragaia, São Nicolau e Vitória
Cedofeita, Santo Ildefonso, Sé, Miragaia, São Nicolau e Vitória (llamada oficialmente União das Freguesias de Cedofeita, Santo Ildefonso, Sé, Miragaia, São Nicolau e Vitória) es una freguesia portuguesa del municipio de Oporto, distrito de Oporto.

## Historia
Fue creada el 28 de enero de 2013 en aplicación de una resolución de la Asamblea de la República de Portugal promulgada el 16 de enero de 2013 con la unión de las freguesias de Cedofeita, Miragaia, Santo Ildefonso, São Nicolau, Sé,  y Vitória, pasando su sede a estar situada en la antigua freguesia de Cedofeita.

## Demografía
| Gráfica de evolución demográfica de Cedofeita, Santo Ildefonso, Sé, Miragaia, São Nicolau e Vitória entre 2011 y 2021 |
| |
| Datos según el nomenclátor publicado por el INE portugués.                                                            |